# اندو موتونوبو
اندو موتونوبو(به ژاپنی: 遠藤 基信 Endō Motonobu); ۱ ژانویهٔ ۱۵۳۲ – ۱۲ دسامبر ۱۵۸۵) سامورایی در خدمت خاندان داته در دوره سنگوکو اهل ژاپن بود. وی پس از مرگ ارباب خود داته ترومونه خودکشی کرد.